# Heinrich Stahl
Heinrich Stahl (Tallinn, 1600 – Narva, 1657) è stato un grammatico estone.

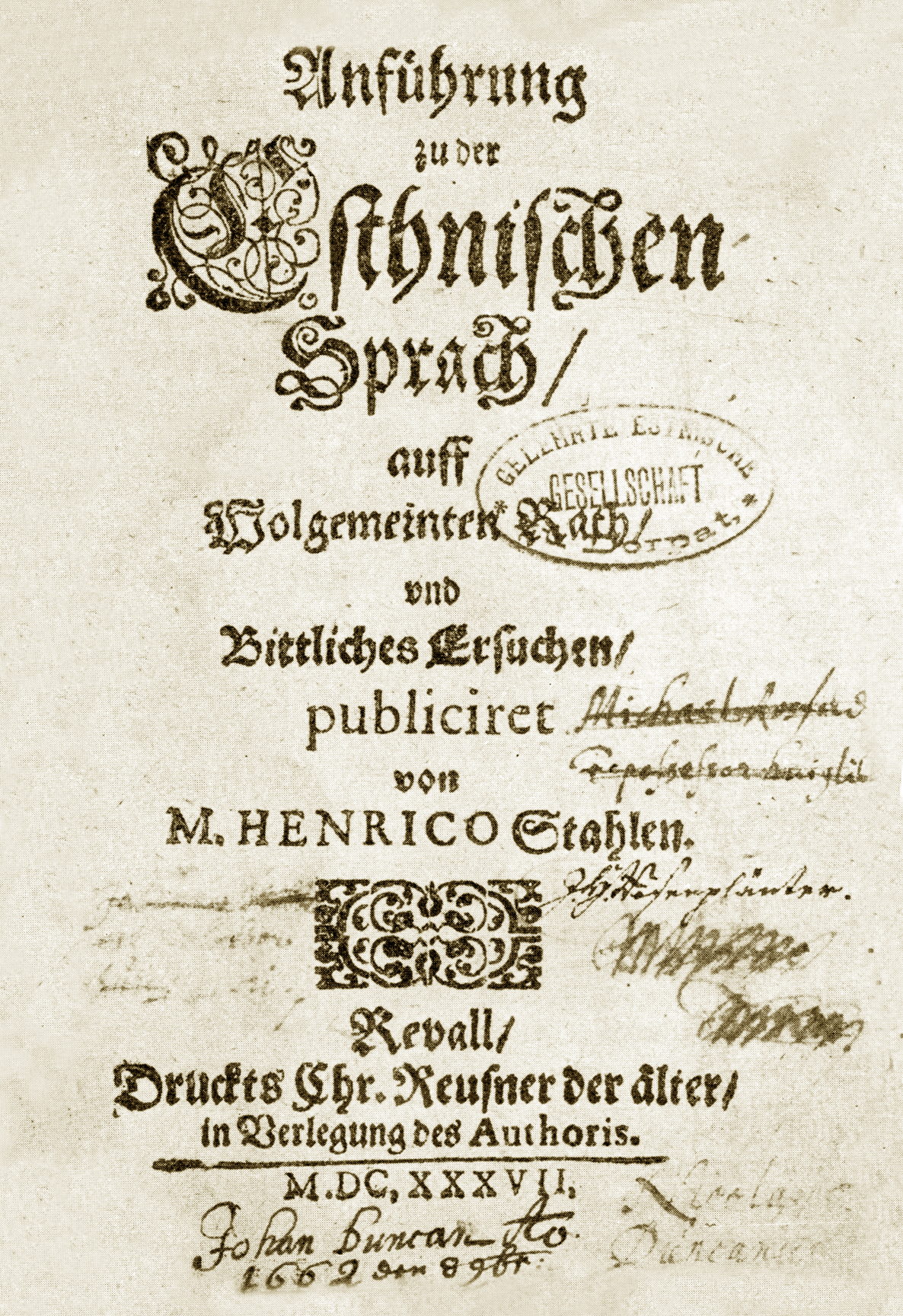
Grammatica di Heinrich Stahl, pubblicata nel 1637 a Reval

È noto per aver prodotto, nel 1637, la Stahli grammatika, la prima grammatica estone della Storia.